# Love Is War
Love Is War (englisch für „Liebe ist Krieg“) ist das vierte Studioalbum der estnischen Pop-Rock-Girlgroup Vanilla Ninja. Es wurde im Mai 2006 bei Capitol Records veröffentlicht, nachdem die Band Ende 2005 bei Bros Music unter der Leitung des Produzenten David Brandes kündigte und Triinu Kivilaan aus der Gruppe ausstieg.

## Entstehung und Veröffentlichung
Das Album wurde von Kiko Masbaum und Kent Larsson produziert. Als Komponisten und Liedtexter arbeiteten Michelle Leonard, Martin Fliegenschmidt, Florian Peil, Per Hendrik Aldeheim, Christian Neander, Jeff Lebowski, Claudio Pagonis und Bassel El Hallak am Album. Bandmitglied Kuurmaa schrieb bei Kingdom Burning Down, Dangerzone, The Band that Never Existed, Black Symphony, Pray und Silence mit. Auch Järvis schrieb an einigen Texten mit, so stammen Kingdom Burning Down, Shadows on the Moon, Black Symphony und Bad Girls zum Teil auch von ihr.
Die für den europäischen Markt publizierte Version des Albums Love Is War enthält zwölf Titel (Katalognummer: 3627192). Auf der japanischen und brasilianischen Version des Albums sind zusätzlich die Titel My Name und Love Is Just a War enthalten (Katalognummer: HEL 0775). Auf der japanischen Version des Albums ist außerdem das Video Dangerzone enthalten (Katalognummer: TOCP-66578). Es ist das erste Album der Band, bei dem nur noch drei statt vier Bandmitglieder mitwirkten, nachdem Triinu Kivilaan die Band im Januar 2006 verließ. Die ersten Lieder des Albums, die produziert wurden, waren Rockstarz und Silence.

## Titelliste
| Nr. | Titel                           | Dauer | Autoren                                                                                     | Produzent (en)                                                   | Leadgesang                  |
| --- | ------------------------------- | ----- | ------------------------------------------------------------------------------------------- | ---------------------------------------------------------------- | --------------------------- |
| 1   | Kingdom Burning Down            | 3:59  | Michelle Leonard, Kiko Masbaum, Piret Järvis, Lenna Kuurmaa                                 | Kiko Masbaum                                                     | Lenna Kuurmaa               |
| 2   | Dangerzone (Long-Version)       | 3:17  | Michelle Leonard, Lenna Kuurmaa, Martin Fliegenschmidt, Florian Peil                        | Kent Larsson, Kiko Masbaum                                       | Lenna Kuurmaa               |
| 3   | The Band That Never Existed     | 3:15  | Michelle Leonard, Lenna Kuurmaa, Martin Fliegenschmidt, Florian Peil                        | Kent Larsson, Kiko Masbaum                                       | Lenna Kuurmaa               |
| 4   | Rockstarz (Single-Version)      | 3:26  | Per Aldeheim, Christian Neander, Michelle Leonard                                           | Kiko Masbaum                                                     | Piret Järvis, Lenna Kuurmaa |
| 5   | Shadows on the Moon             | 3:03  | Piret Järvis, Martin Fliegenschmidt, Florian Peil                                           | Kent Larsson, Kiko Masbaum                                       | Piret Järvis, Lenna Kuurmaa |
| 6   | Black Symphony                  | 3:46  | Kent Larsson, Michelle Leonard, Piret Järvis, Lenna Kuurmaa, Jeff Lebowski, Claudio Pagonis | Kent Larsson, Kiko Masbaum                                       | Lenna Kuurmaa               |
| 7   | Pray                            | 4:34  | Lenna Kuurmaa, Martin Fliegenschmidt, Claudio Pagonis                                       | Kent Larsson, Kiko Masbaum                                       | Lenna Kuurmaa               |
| 8   | Battlefield                     | 3:07  | Jeff Lebowski, Claudio Pagonis                                                              | Kent Larsson, Kiko Masbaum                                       | Lenna Kuurmaa               |
| 9   | Spirit of the Dawn              | 3:52  | Martin Fliegenschmidt, Claudio Pagonis                                                      | Kent Larsson, Kiko Masbaum                                       | Lenna Kuurmaa               |
| 10  | Insane in Vain                  | 3:17  | Michelle Leonard, Martin Fliegenschmidt, Claudio Pagonis, Bassel El Hallak                  | Kent Larsson, Kiko Masbaum                                       | Piret Järvis, Lenna Kuurmaa |
| 11  | Bad Girls                       | 3:14  | Michelle Leonard, Piret Järvis, Martin Fliegenschmidt                                       | Kent Larsson, Kiko Masbaum                                       | Piret Järvis, Lenna Kuurmaa |
| 12  | Silence                         | 4:33  | Michelle Leonard, Kiko Masbaum, Lenna Kuurmaa                                               | Kiko Masbaum                                                     | Lenna Kuurmaa               |
| 13  | Love Is Just a War (Bonustitel) | 3:28  | Harry Hess, Lenna Kuurmaa, Michelle Leonard, Kiko Masbaum                                   | Harry Hess, Lenna Kuurmaa, Michelle Leonard, Kiko Masbaum        | Lenna Kuurmaa               |
| 14  | My Name (Bonustitel)            | 3:05  | Lenna Kuurmaa, Michelle Leonard, Kiko Masbaum, Christoph Neander                            | Lenna Kuurmaa, Michelle Leonard, Kiko Masbaum, Christoph Neander | Lenna Kuurmaa               |

## Singleauskopplungen
| Jahr          | Titel          | Höchstplatzierung, Gesamtwochen, AuszeichnungChartplatzierungen (Jahr, Titel, , Platzierungen, Wochen, Auszeichnungen, Anmerkungen) | Höchstplatzierung, Gesamtwochen, AuszeichnungChartplatzierungen (Jahr, Titel, , Platzierungen, Wochen, Auszeichnungen, Anmerkungen) | Höchstplatzierung, Gesamtwochen, AuszeichnungChartplatzierungen (Jahr, Titel, , Platzierungen, Wochen, Auszeichnungen, Anmerkungen) | Anmerkungen                                                   |
| Jahr          | Titel          | DE | AT | CH | Anmerkungen                                                   |
| ------------- | -------------- | --- | --- | --- | ------------------------------------------------------------- |
| 2006          | Dangerzone     | DE21 (9 Wo.)DE | AT23 (8 Wo.)AT | CH18 (8 Wo.)CH | Erstveröffentlichung: 21. April 2006                          |
| 2006          | Rockstarz      | DE86 (1 Wo.)DE | — | — | Erstveröffentlichung: 8. September 2006                       |
| Promo-Singles |                | | | |                                                               |
|               |                | | | |                                                               |
| 2007          | Insane in Vain | — | — | — | Erstveröffentlichung: 26. Juni 2007 Airplay-Single in Estland |

## Rezeption
„Es mangelt … an echten Höhepunkten, von denen man nicht mehr loskommt. So fährt das Album eine dreiviertel Stunde lang in relativ seichten Gewässern und entwickelt sich im Laufe der Spielzeit dennoch ganz ordentlich. Die teilweise noch körperverletzenden Plastik-Keyboards werden in ihre Schranken gewiesen und durch schnittige Gitarren größtenteils ohrenfreundlich ersetzt.“

„Edward Oculicz von Stylus meinte zum Opener Kingdom Burning Down, dass es einem «t.A.T.u.-Lied ähneln» könnte. Zudem sei der Song «perfekt dafür gedacht, große Stadien zu füllen». Das Lied Insane in Vain wird mit «My Iron Lung von Radiohead verglichen». Der Titel Silence, der auf der Standard-CD der letzte Track des Albums ist, habe die «schönste Melodie aller Titel». Das Stück Bad Girls habe den «meisten Pop aller Titel».“

## Chartplatzierungen
Love Is War avancierte zum Chartalbum in der Schweiz (Rang 14), Deutschland (Rang 16), Österreich (Rang 29) oder auch Polen (Rang 48).
| ChartsChartplatzierungen | Höchstplatzierung | Wochen |
| ------------------------ | ----------------- | ------ |
| Deutschland (GfK)        | 16 (5 Wo.)        | 5      |
| Österreich (Ö3)          | 29 (3 Wo.)        | 3      |
| Schweiz (IFPI)           | 14 (9 Wo.)        | 9      |